# I'm Gonna Getcha Good!
«I'm gonna getcha good!» (en español: «¡Me voy a poner bien!»), es una canción escrita por la cantante canadiense Shania Twain y el productor Robert "Mutt" Lange, grabada por Twain en su cuarto álbum de estudio Up! (2002).
Fue el primer sencillo del álbum, obteniendo excelentes críticas y convirtiéndose en uno de los mayores éxitos de Shania Twain en todo el mundo. En el 2003, la canción ganó un premio Juno en la categoría Grabación country del año.

## Críticas y revisiones
Las críticas hacia "I'm gonna getcha good!" eran generalmente positivas, a pesar de que recibió muchas comparaciones con sus sencillos anteriores. La revista Billboard la calificó cómo "pegadiza cómo un perrito pequeño", aunque afirmó que la canción es más un recordatorio de lo que ya hemos escuchado. About.com dijo que la canción "se escucha dulce desde el comienzo hasta el fin".

## Lanzamiento
Shania Twain decidió que “I'm gonna getcha good!” debía ser el sencillo de presentación de su entonces nuevo álbum, ya que cumplía con todas sus expectativas: sonaba parecido a sus sencillos anteriores y a la vez no parecía tan familiar. Esto lo dejó claro en una entrevista que dio durante la promoción del sencillo:

En mi experiencia es más típico toparse con chicos seguros que mujeres, una vez más yo pensé que podría ser divertido escribir sobre esa misma confianza, pero desde el punto de vista de una mujer. Deseaba que el primer sencillo reflejara esa actitud juguetona, porque quiero que la gente lo relacione con la Shania que ya conocen y, al mismo tiempo, escuchen un sonido fresco y nuevo.

### Promoción
Debido a Shania había dejado la escena musical durante varios años, tuvo que hacer una fuerte promoción para anunciar su regreso y así levantar las ventas del álbum. La artista cantó "I'm gonna getcha good!" en programas de televisión de todo el mundo, espesando en Europa, precisamente en Alemania donde actuó en el Wetten, dass..?. Continuó en el Reino Unido donde cantó en el Royal Variety Show de la BBC, también apareció en los programas de música CD:UK y Top of the Pops. En Suecia cantó en el programa Bingolotto, en Portugal cantó en el Herman SIC Show y en Italia cantó en el Festival de la Canción de Sanremo. Tras finalizar la promoción en Europa, Shania y su banda se trasladaron a Japón, donde cantó en el Festival de música de Japón.
En noviembre de 2002, cuando el álbum ya se había lanzado, Shania comienza la promoción en América del Norte. El 6 de noviembre del mismo año, Shania canta "I'm gonna getcha good!" en los Country Music Awards. El día 13 del mismo mes, la artista aparece en el Late Show con David Letterman y el día 19, Shania canta en el The Today Show.
El 24 de noviembre Shania aparece en el Grey Cup, donde interpreta "I'm gonna getcha good!" y "Up!". En el 2003, la artista también interpretó la canción en los American Music Awards.

### Recepción
En Estados Unidos "I'm gonna getcha good!" fue éxito moderado en la mayoría de las listas de música de la revista Billboard, alcanzando el top 10 en la lista de canciones country y top 40 en el Hot 100 (lista más importante de sencillos de EE. UU.).
"I'm gonna getcha good!" debutó en la Lista de canciones country de Billboard, en la semana del 19 de octubre de 2002 en el número 24. Hasta entonces, éste era el mejor debut de una artista mujer en dicha lista. El sencillo se mantuvo durante veinte semanas en toda la lista y alcanzó su posición máxima el 7 de diciembre de 2002 en el número siete, donde permaneció durante una semana. "I'm gonna getcha good!" se convirtió en el decimotercer sencillo top 10 de Twain y décimo séptimo top 20 en la lista de canciones country.
En la lista Hot 100 debutó en el número 65, en la semana del 19 de octubre de 2002. Alcanzó su máximo el 16 de noviembre de 2002 en el número 34, donde permaneció durante tres semanas. También vale mencionar que llegó al número 31 de la lista de canciones más radiadas en Estados Unidos.
Internacionalmente, "I'm gonna getcha good!" era notablemente más exitoso, alcanzando el top 10 en varios países.
En el Reino Unido se estrenó el 16 de noviembre de 2002, debutando en el número cuatro en la lista UK Singles Chart. El sencillo se mantuvo durante 15 semanas en toda la lista. Hasta el momento, "I'm gonna getcha good!" es el tercer mayor éxito de Shania Twain en el Reino Unido, sólo detrás de "That Don't Impress Me Much" y "Man! I Feel Like a Woman!". "I'm gonna getcha good!" también se convirtió en el sexto sencillo top 10 de Twain en este país.
En Canadá, el sencillo comercial llegó al número uno durante una semana. La canción también alcanzó el número uno en la lista de canciones más radiadas de Rumania. En total el sencillo fue éxito top 10 en catorce países: Canadá, Dinamarca, Hungría, Irlanda, Letonia, Nueva Zelandia, Noruega, Polonia, Portugal, Rumania, España, Suecia, Suiza y el Reino Unido.

### Posicionamiento en listas de ventas y popularidad
| Lista                             | Posición Alcanzada |
| --------------------------------- | ------------------ |
| Australia ARIA Charts             | 14                 |
| Austria                           | 12                 |
| Bélgica (Flanders) Ultratop Chart | 25                 |
| Bélgica (Wallonia) Ultratop Chart | 21                 |
| Canadá                            | 1                  |
| Chile                             | 11                 |
| Dinamarca                         | 6                  |
| Países Bajos                      | 15                 |
| Francia                           | 15                 |
| Alemania                          | 15                 |
| Hungría                           | 6                  |
| Irlanda                           | 7                  |
| Italia                            | 14                 |
| Japón Tokio Hot 100               | 31                 |

| Lista                                     | Posición Alcanzada |
| ----------------------------------------- | ------------------ |
| Letonia (lista de canciones más radiadas) | 8                  |
| Nueva Zelanda, lista de sencillos RIANZ   | 4                  |
| Noruega                                   | 4                  |
| Polonia Lista de canciones más radiadas   | 4                  |
| Portugal                                  | 7                  |
| Rumania                                   | 1                  |
| España Los 40 Principales                 | 1                  |
| Suecia                                    | 8                  |
| Suiza                                     | 10                 |
| Reino Unido UK Singles Chart              | 4                  |
| Billboard Hot Country Singles & Tracks    | 7                  |
| Billboard Adult Contemporary              | 10                 |
| Billboard Hot 100                         | 34                 |
| Billboard Adult Top 40                    | 34                 |

## Vídeo musical
El videoclip de "I'm gonna getcha good!" se filmó en los días 22 y 23 de agosto de 2002 en Londres, bajo la dirección de Paul Boyd. El vídeo se basa en un escenario futurista y en él se puede ver a Shania en una motocicleta, tratando de escapar de un robot volador. Al final del vídeo, Shania se encuentra con un clon de sí misma detrás de un vidrio que se rompe. Después de filmar el vídeo, Shania donó el traje que usó en él, al Shania Twain Centre que está ubicado en su ciudad natal: Timmins, Ontario.
El vídeo fue un éxito, llegando al número uno en VH1 y ganado un Canadian Country Music Award (premio a la música country canadiense) en la categoría Mejor vídeo del año en 2003.
En total existen seis versiones del vídeo de "I'm Gonna Getcha Good!". Los dos primeros que se lanzaron, fueron hechos con las versiones Radio Edit (editadas para la radio) de los CD rojo (pop) y verde (country). Más tarde ambos fueron sustituidos por una nueva versión llamada 'SFX Edit', en el que se escuchan más efectos de sonido en la moto y en el robot. La versión del CD azul (hindú) se lanzó únicamente en la India. Por último se publicó otra versión del vídeo, esta vez utilizando la versión original de "I'm Gonna Getcha Good!" del CD rojo, que es más larga que la versión editada para la radio.
La versión editada del CD rojo está disponible en una versión de DVD del álbum Up!.

## Versiones oficiales
- Red Album Version
- Green Album Version (versión del disco verde o versión country) - 4:29
- Blue Album Version (versión del disco azul o versión hindú) - 4:34
- Red Single Mix  (versión pop editada para la radio) - 4:02
- Green Single Mix (versión country editada para la radio) -  4:02
- Sowatt Dance Mix - 4:32
- Sowatt Extended Dance Mix - 7:57
- En vivo desde Up! Live in Chicago - 4:46
- En vivo desde Up! Close and Personal - 4:23
- "All Mixed Up" Mix - 5:17
- Saint Ken Remix - 4:42
- DJ Clinton Walford Dance Mix - 5:29
- I'm Gonna Getcha Good (versión de Jonas Brothers: Concierto 3D) - 4:01